# Jack van Bebber
Jack van Bebber est un lutteur américain spécialiste de la lutte libre né le 27 juillet 1907 et mort le 13 avril 1986.

## Biographie
Jack van Bebber participe aux Jeux olympiques d'été de 1932 à Los Angeles dans la catégorie des poids mi-moyens et remporte la médaille d'or.